# Huset Přemyslid
Huset Přemyslid var en böhmisk kungaätt, grundad av hertig Bořivoj I (870–895). Den siste innehavaren av tronen i Prag var kung Wenzel III (1305–1306). Till släkten hörde även Tjeckiens nationalhelgon, Wenzel av Böhmen, som var hertig av Böhmen 921 till 935.